# ساحره (فیلم ۱۳۵۱)
ساحره فیلمی است با موضوع عشق و عاشقی و خیانت به کارگردانی کامران قدکچیان و نویسندگی سیروس الوند محصول سال ۱۳۵۱ است.

## خلاصه فیلم
قدرت (با بازی بهمن مفید) رانندهٔ کامیون است و شاگردی به نام عزت (عزت‌الله رمضانی فر) دارد. قدرت با ساحره (فروزان) زنی که در یکی از کاباره‌های شهر به خوانندگی و رقص مشغول است دوست است و از طرفی ساحره دوستی به نام اکرم (فرنگیس فروهر) دارد که با عزت دوستی کمی دارد. در ابتدای فیلم قدرت به همراه عزت در بین راه مسافر جوان و خوش تیپی به نام هاشم (پیمان) را سوار میکنن و او که بی‌پناه و بیکار است را جا و مکان می‌دهند و با او دوست می‌شوند، قدرت هاشم را در یک خرده فروشی نزدیک کاباره مشغول به کار می‌کند و خودش از شهر برای مدتی طولانی می‌رود، ساحره در ارتباط و رفت‌وآمد با هاشم به او دل می‌بندد …

## بازیگران
- بهمن مفید
- فروزان
- فرنگیس فروهر
- عزت اله رمضانی فر
- ذبیح‌الله ذبیح‌پور
- لیلا بهاران
- احمد رزاقی
- میرمحمد تجدد